# Jerry Garcia
Jerry Garcia, właśc. Jerome John Garcia (ur. 1 sierpnia 1942 w San Francisco w Kalifornii, zm. 9 sierpnia 1995 w Forest Knolls w Kalifornii) – amerykański muzyk, gitarzysta i wokalista, lider grupy Grateful Dead.
Grał także w zespołach: Legion of Mary, Reconstruction, Jerry Garcia Band, Old and in the Way, Jerry Garcia Acoustic Band, New Riders of the Purple Sage. Muzykę jaką grał Garcia można zaliczyć do folk rocka, muzyki bluegrassowej, country, rocka, jazzu, rock and rolla, psychedelic rocka, rhythm and bluesa, blues rocka. Był aktywnym muzykiem od 1960 aż do śmierci.
Garcia pojawił się na liście Rock and Roll Hall of Fame jako członek zespołu Grateful Dead w 1994 roku, a w 2003 magazyn „Rolling Stone” umieścił go na 13. miejscu gitarzystów wszech czasów.